# Fenspiride
Le fenspiride est une substance chimique utilisée en pharmacie pour traiter les maladies obstructives des voies respiratoires.
Les spécialités pharmaceutiques qui en contiennent l'utilisent pour traiter la toux au cours d'affections des poumons et/ou des bronches (action antitussive grâce à ses propriétés anti-inflammatoires et anti-bronchoconstrictrices). Le fenspiride agit surtout sur la phase exsudative de l'inflammation. Il a peu d'effets secondaires. Cependant des troubles digestifs, des nausées et de la somnolence ont été observés.
Le fenspiride a un effet potentiel sur le rythme cardiaque ce qui a entraîné son retrait du marché en février 2019.

## Chimie
Fenspiride chlorhydrate

## Présentation des spécialités pharmaceutiques
PNEUMOREL 80 mg : comprimés ; boîte de 30

PNEUMOREL : sirop ; flacon de 150 ml

Laboratoire Servier

## Contre-indications
Pneumorel est contre-indiqué chez l'enfant de moins de 2 ans.